# Aloe barbadensis x brevifolia
Aloe barbadensis x brevifolia é uma espécie de liliopsida do gênero Aloe, pertencente à família Asphodelaceae.